# St-Étienne (Courances)

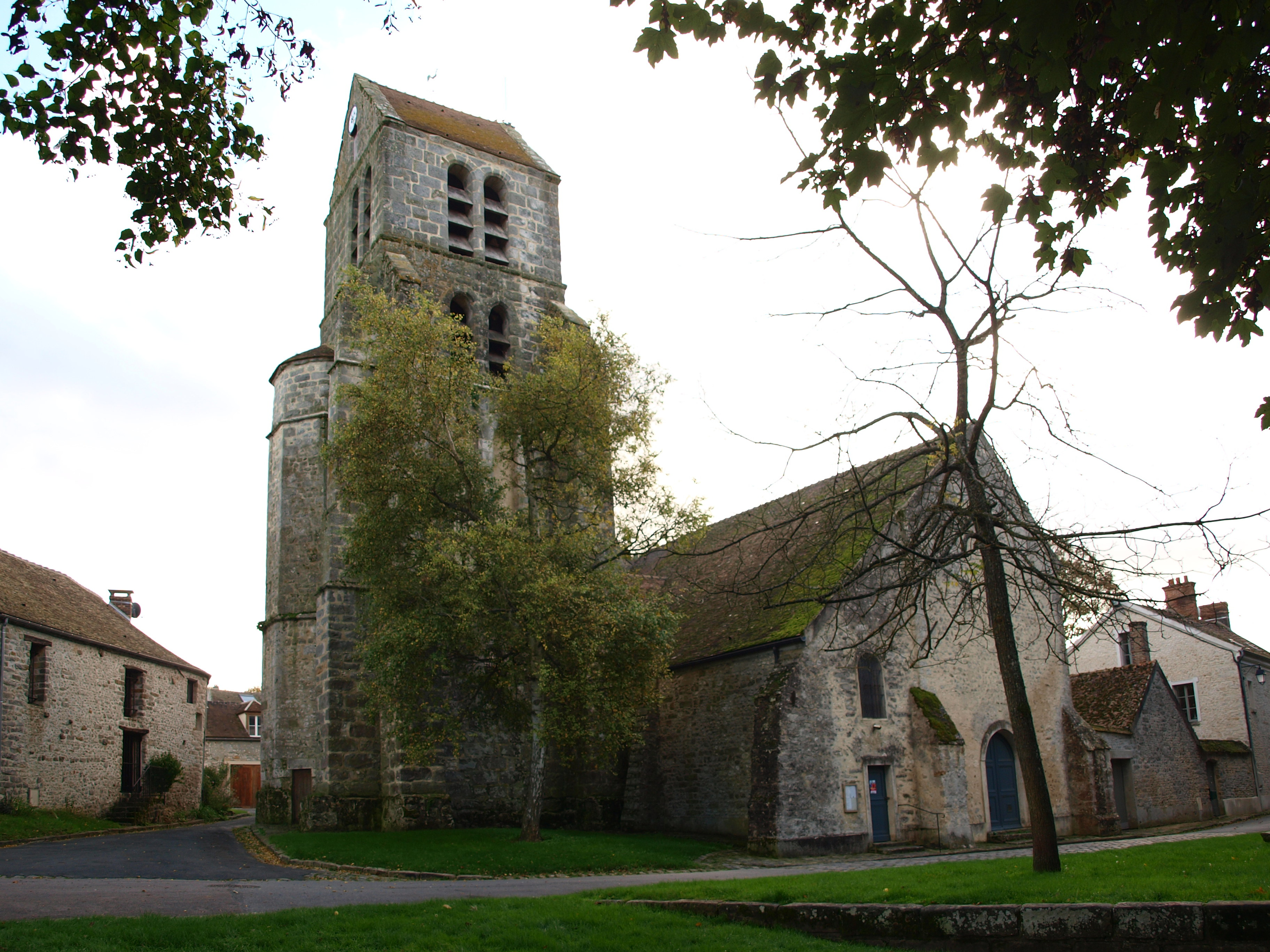
Kirche St-Étienne in Courances

Die Kirche St-Étienne in Courances, einer französischen Gemeinde im Département Essonne in der Region Île-de-France, wurde ursprünglich im 12. Jahrhundert errichtet. Die dem heiligen Stephanus geweihte Pfarrkirche wurde 1981 als Monument historique in die Liste der Baudenkmäler in Frankreich aufgenommen.
Aus dem 12. Jahrhundert ist der Chor erhalten. Der rechteckige Wehrturm stammt aus dem 15. Jahrhundert, er wurde im 16. Jahrhundert um ein Stockwerk erhöht.

## Ausstattung
Von der Ausstattung sind erwähnenswert:
- Holzskulptur des heiligen Vincent aus dem 17. Jahrhundert
- Steinigung des heiligen Stephanus, Gemälde aus dem  18. Jahrhundert
- Madonna mit Kind hinter einem Moskitonetz, Gemälde aus dem  18./19. Jahrhundert